# Гистасп
Гистасп (греческий вариант древнеперсидского имени Виштаспа; др.-греч. Ὑστάσπης; упоминается в 550 до н. э.) — персидский сатрап Бактрии и Персиды из рода Ахеменидов; отец царя Дария I и Артабана, доверенного советника своего брата.

## Биография
Будучи сыном Аршамы, Гистасп входил в царский род Ахеменидов. Он был сатрапом Персиды при Камбисе II, и, вероятно, также при Кире II Великом. Первоначально Гистасп сопровождал Кира в его походе против массагетов, но был послан в Персию, чтобы следить за своим старшим сыном Дарием, которого царь вследствие сна подозревал в измене.
Кроме Дария, у Гистаспа было два сына — Артабан и Артан. Аммиан Марцеллин считал его начальником магов, и рассказывал о его учёбе в Индии у браминов. Имя Гистаспа упоминается в надписи в Персеполе.